# Verdienter Trainer der UdSSR im Schach

Abzeichen „Verdienter Trainer der UdSSR“

Der Verdiente Trainer der UdSSR war eine staatliche Auszeichnung in der Sowjetunion. Der Ehrentitel wurde am 24. März 1956 durch das Staatliche Komitee für Körperkultur und Sport beim Ministerrat der UdSSR eingeführt. Er wurde verliehen an Trainer für herausragende Leistungen in der Entwicklung moderner Trainingsmethoden sowie Ausbildung und Betreuung von Sportlern im Hochleistungsbereich. Die Verleihung erfolgte in Form eines Abzeichens mit Urkunde. Im August 1956 wurde die erste Liste mit 53 Trainern in der sowjetischen Presse veröffentlicht. Bis 1975 wurden etwa 900 Titel vergeben, davon gingen 22 an Schachtrainer.

## Träger der Auszeichnung
| Jahr | Name                        | Titel                          |
| ---- | --------------------------- | ------------------------------ |
| 1957 | Wachtang Karseladse         | Meisterkandidat                |
| 1957 | Alexander Konstantinopolski | Großmeister (HGM)              |
| 1957 | Pjotr Romanowski            | Internationaler Meister        |
| 1958 | Wladimir Sak                | Meisterkandidat                |
| 1959 | Grigori Rawinski            | Meister des Sports der UdSSR   |
| 1960 | Suren Abramjan              | Meister des Sports der UdSSR   |
| 1960 | Alexander Koblenz           | Meister des Sports der UdSSR   |
| 1962 | Raschid Neschmetdinow       | Internationaler Meister        |
| 1962 | Jakow Rochlin               | Meister des Sports der UdSSR   |
| 1962 | Michail Schischow           | Meister des Sports der UdSSR   |
| 1963 | Alexander Tolusch           | Großmeister                    |
| 1964 | Isaak Boleslawski           | Großmeister                    |
| 1965 | Efim Geller                 | Großmeister                    |
| 1965 | Grigori Goldberg            | Meister des Sports der UdSSR   |
| 1965 | Boris Persiz                | Internationaler Meister (ICCF) |
| 1965 | Alexei Sokolski             | Meister des Sports der UdSSR   |
| 1966 | Igor Bondarewski            | Großmeister                    |
| 1966 | Jefim Kogan                 | Meister des Sports der UdSSR   |
| 1966 | Abram Chassin               | Internationaler Meister        |
| 1971 | Georgi Gatschetschiladse    |                                |
| 1973 | Wiktor Kart                 | Meisterkandidat                |
| 1973 | Semjon Furman               | Großmeister                    |
| 1975 | Anatoli Bychowski           | Internationaler Meister        |
| 1975 | Buchuti Gurgenidse          | Großmeister                    |
| 1976 | Aivars Gipslis              | Großmeister                    |
| 1978 | Juri Balaschow              | Großmeister                    |
| 1978 | Igor Saizew                 | Großmeister                    |
| 1981 | Eduard Gufeld               | Großmeister                    |
| 1984 | Wladimir Jurkow             | Meister des Sports der UdSSR   |
| 1986 | Alexander Nikitin           | Meister des Sports der UdSSR   |
| 1990 | Mark Dworezki               | Internationaler Meister        |
| 1991 | Gennadi Kusmin              | Großmeister                    |